# واینو برمر
واینو برمر (فنلاندی: Väinö Bremer; ۲۴ آوریل ۱۸۹۹ – ۲۳ دسامبر ۱۹۶۴) ورزشکار ورزش دوگانه و پنج‌گانه مدرن اهل فنلاند بود.
در بازی‌های زمستانی ۱۹۲۴ او عضو تیم فنلاند بود و موفق به کسب مدال نقره شد. او همچنین در بازی‌های تابستانی ۱۹۲۴ شرکت کرد و در مسابقات پنج‌گانه مدرن به مقام هفتم رسید.